# أنطوني كاري (فيسكونت فوكلاند الخامس)
أنطوني كاري، فيسكونت فوكلاند الخامس (بالإنجليزية: Anthony Cary, 5th Viscount Falkland)‏ ـ (16 فبراير 1656 ـ 24 مايو 1694) هو نبيل وسياسي اسكتلندي. أخذ نبلاء أسرته الذين يحملون لقب «فيسكونت فوكلاند» لقبهم من اسم مقر إقامة ملوك اسكتلندا القدامى في قصر فوكلاند ببلدة فوكلاند بقاطعة فايف الاسكتلندية.
ولد أنطوني كاري في قلعة فارلي بمقاطعة سومرست في جنوب غربي إنجلترا، وورث منذ طفولته (سنة 1663) لقب النبالة عن والده هنري كاري، فيسكونت فوكلاند الرابع. تزوج فيونا كاثرين كاري ورزقا بابنة واحدة توفيت في حياة أبيها سنة 1683.
رغم كونه اسكتلندي الأصل، صار أنطوني كاري عضوًا في البرلمان الإنجليزي عن دائرة أكسفوردشاير الانتخابية بين عامي 1685 و1689، ممثلًا لحزب التوري، ثم مثّل دائرة مارلو الكبرى عامي 1689 و1690، ثم دائرة بدوين الكبرى من سنة 1690 إلى وفاته.
شغل منصب أمين خزانة البحرية الملكية بين عامي 1681 و1689، في عهدي الملكين تشارلز الثاني وجيمس الثاني، ثم صار مفوضًا لقيادة البحرية بين عامي 1690 و1693، قبل أن يصير قائدًا للبحرية الملكية بين عامي 1693 و1694. كان كاري قد اختير أيضًا في سنة 1692 عضوًا بمجلس الخاصة الملكية.
كان معاصره صموئيل بيبس يرى أنه متواضع القدرات، غير كفء للمناصب التي شغلها، مشيرًا إلى أن كاري كان معتل الصحة من جراء مرض مزمن.
في مارس 1694 اعتُقل كاري في برج لندن بتهمة الاختلاس، ولم يلبث أن توفي بداء الجدري في مايو من العام نفسه، عن عمر يناهز 38 عامًا، ودُفن في دير وستمنستر، ولم يعقب أبناء من الذكور. وقد سميت جزر فوكلاند بهذا الاسم نسبة إليه.